# Carlos Verzeletti
Carlos Verzeletti (* 8. September 1950 in Trenzano, Provinz Brescia) ist ein italienischer Geistlicher und römisch-katholischer Bischof von Castanhal.

## Leben
Carlos Verzeletti empfing am 12. Juni 1976 das Sakrament der Priesterweihe.
Am 15. Mai 1996 ernannte ihn Papst Johannes Paul II. zum Titularbischof von Tepelta und bestellte ihn zum Weihbischof in Belém do Pará. Der Erzbischof von Belém do Pará, Vicente Joaquim Zico CM, spendete ihm am 28. Juli desselben Jahres die Bischofsweihe; Mitkonsekratoren waren der emeritierte Bischof von Bragança do Pará, Miguel Maria Giambelli B, und der Bischof von Brescia, Bruno Foresti. Am 29. Dezember 2004 ernannte ihn Johannes Paul II. zum Bischof von Castanhal.